# Новострілищанська селищна рада
Новострілищанська селищна рада — орган місцевого самоврядування у Жидачівському районі Львівської області. Адміністративний центр — селище міського типу Нові Стрілища.

## Населені пункти
Селищній раді підпорядковані населені пункти:
- смт Нові Стрілища
- с. Лінія
- с. Старі Стрілища

## Склад ради
Рада складається з 16 депутатів та голови.

### Керівний склад ради
| ПІБ                      | Основні відомості                                                | Дата обрання | Дата звільнення |
| ------------------------ | ---------------------------------------------------------------- | ------------ | --------------- |
| Ревер Ганна Іванівна     | Селищний голова, 1960 року народження, позапартійна              | 26.03.2006   | 31.10.2010      |
| Газель Василь Григорович | Селищний голова, 1970 року народження, освіта вища, безпартійний | 31.10.2010   |                 |

Примітка: таблиця складена за даними джерела